# Yokosuka MXY-7 Oka

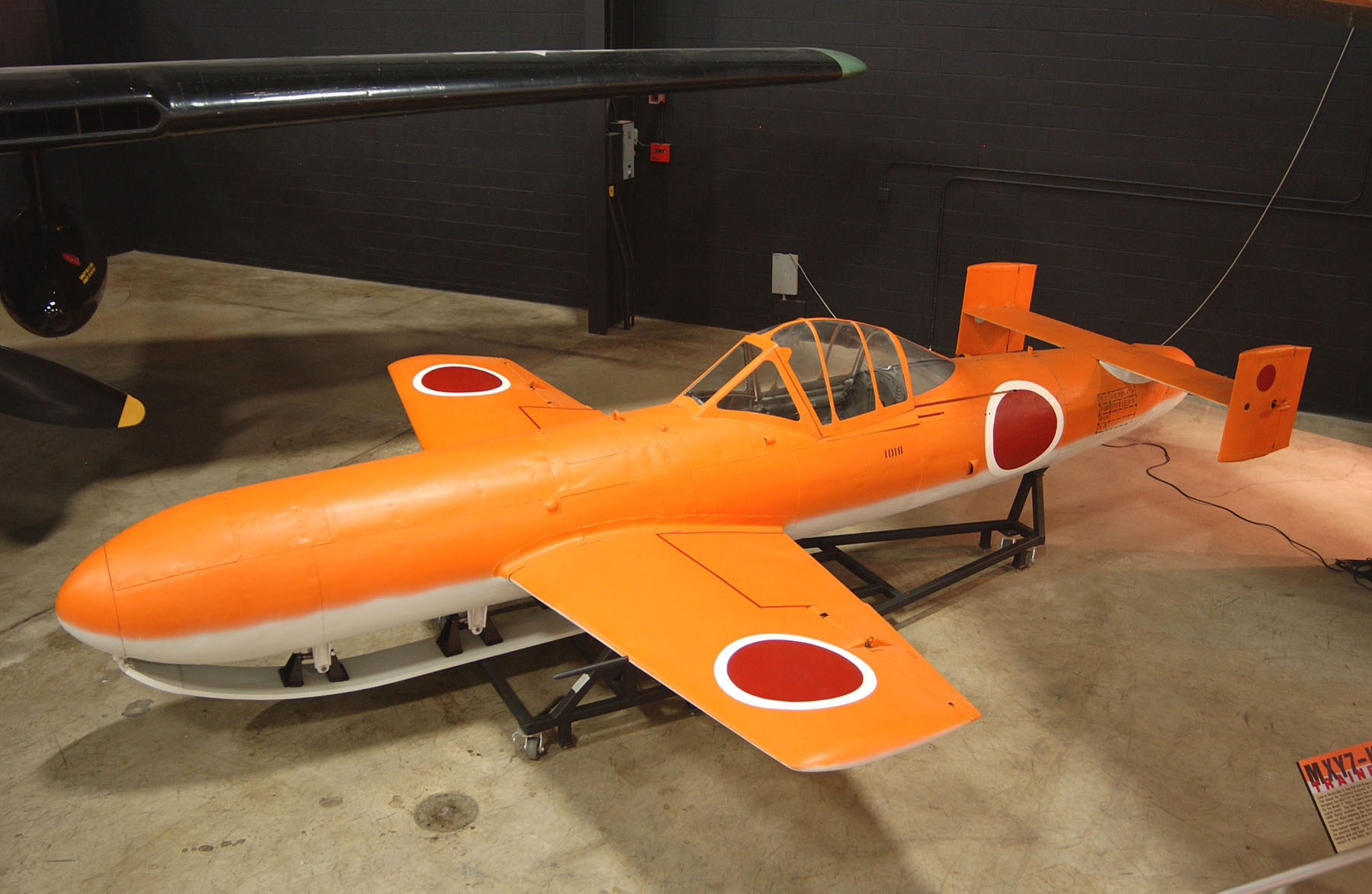
Ōka Model 11 in het USAF museum

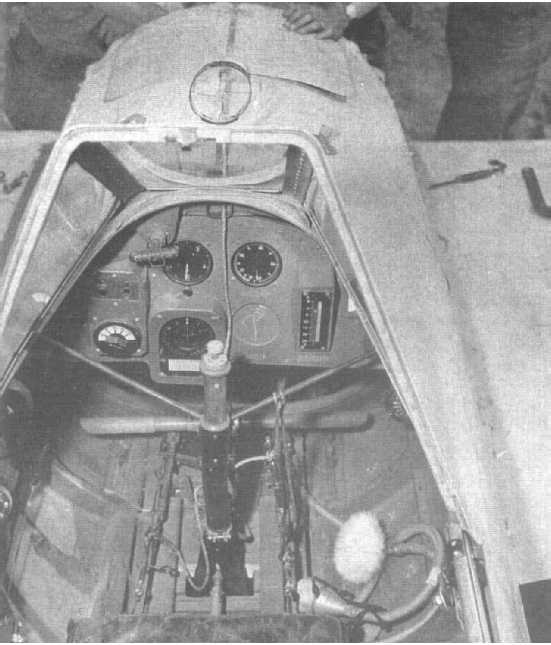
Een blik in de cockpit

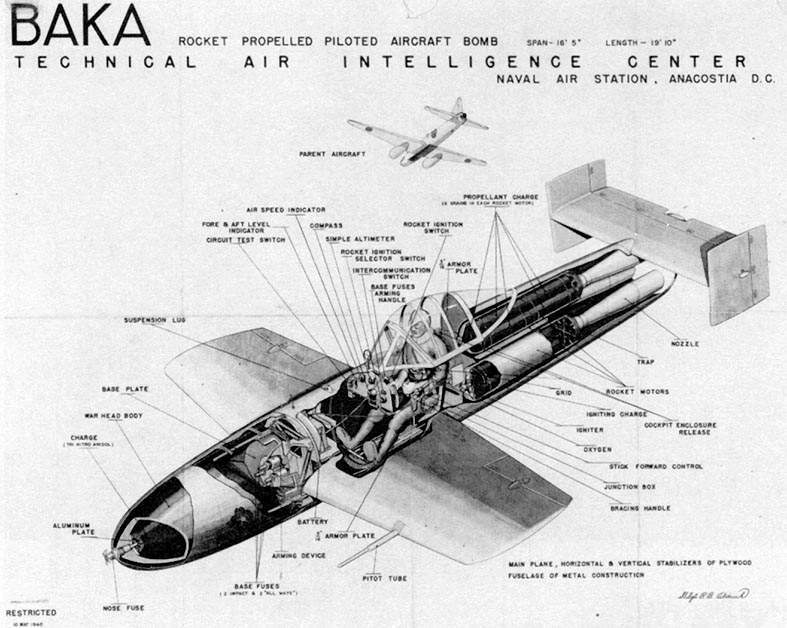
Ontwerpschema van de Ōka

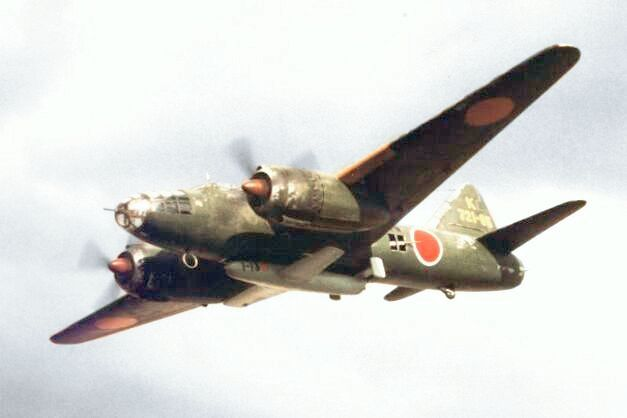
Een Ōka onder een "Betty"

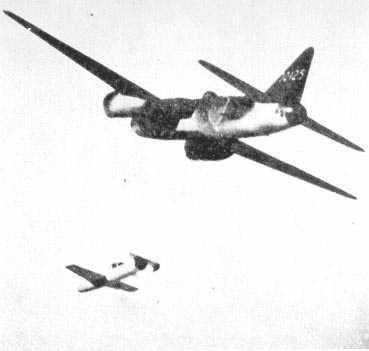
Ōka lancering door een "Betty" bommenwerper

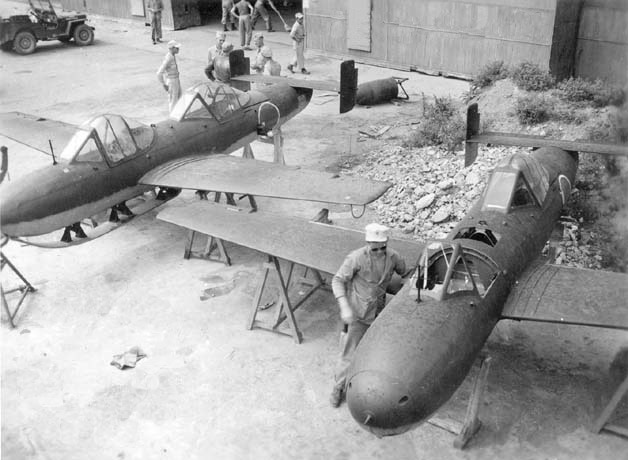
De tweezits trainerversie

De Yokosuka MXY-7 Ōka (Japans: 櫻花, kersenbloesem), door de Amerikanen "Baka" (Dwaas) genoemd, was als kamikaze-vliegtuig voor de Japanse Keizerlijke Marine ontworpen.
Hij werd ingezet in de strijd in de Stille Oceaan tijdens de Tweede Wereldoorlog.
De Yokosuka werd als kamikaze-vliegtuig ontworpen voor de Japanse Keizerlijke Marine.
Eerdere pogingen om een kamikaze-vliegtuig te bouwen, bijvoorbeeld speciale versies van de Zero, waren geen succes, want deze konden niet genoeg explosieven meenemen. Er werden in totaal ongeveer 750 Ōka's gebouwd. Het was eigenlijk net een Duitse V-1 vliegende bom, maar dan bemand. Het had twee relatief korte vleugels, een koepel en een bovenliggende achtervleugel, met twee zijwaartse verticale rolroervleugels.
De Ōka werd onder een speciaal aangepaste Mitsubishi G4M2 Betty-bommenwerper tot binnen bereik van het doel gebracht. Daarop vloog het toestel in glijvlucht tot vlak bij het doel, waarna de vastebrandstofmotor werd gebruikt om met hoge snelheid de luchtverdediging te passeren om zich vervolgens op het doelwit te storten. Het type 11 was de enige versie die daadwerkelijk aan de strijd deelnam. Andere versies kwamen te laat.
Latere versies zouden vanaf lanceerplatforms op land of zee worden gelanceerd. Dit platform lag schuin naar boven, zodat het toestel snel hoogte zou winnen na lancering.

## Specificaties van type 11
- Motor: Type 4 Model 20 Vastebrandstofmotor.
- Lengte: 6,10 m
- Hoogte: 1,20 m
- Spanwijdte: 5,10 m
- Vleugeloppervlak: 6 m²
- Max. snelheid: 960 km/h
- Actieradius: 100 km
- Explosieve lading: 1200 kg trinitroaminol
- Totale massa: 2140 kg

## Specificaties van type 22
- Motor: Tsu-11 thermojet
- Lengte: 6,90 m
- Hoogte: 1,20 m
- Spanwijdte: 4,10 m
- Vleugeloppervlak: 4 m²
- Max. snelheid: 430 km/h
- Actieradius: 126 km
- Explosieve lading: 600 kg
- Totale massa: 1450 kg

## Specificaties van type 43
- Motor: Ne-20 turbojet
- Lengte: 8,20 m
- Hoogte: 1,20 m
- Spanwijdte: 9,00 m
- Vleugeloppervlak: 13 m²
- Max. snelheid: 540 km/h
- Actieradius: 270 km
- Explosieve lading: 800 kg
- Totale massa: 2270 kg